# Jugoslawische Eishockeyliga 1998/99
Die Saison 1998/99 war die achte Spielzeit der Eishockeyliga der BR Jugoslawien, der höchsten jugoslawischen Eishockeyspielklasse. Meister wurde zum insgesamt zweiten Mal in der Vereinsgeschichte der HK Vojvodina Novi Sad.

## Modus
In der Hauptrunde absolvierte jede der drei Mannschaften insgesamt acht Spiele. Die beiden Erstplatzierten qualifizierten sich für das Meisterschaftsfinale. Für einen Sieg erhielt jede Mannschaft zwei Punkte, bei einem Unentschieden gab es einen Punkt und bei einer Niederlage null Punkte.

## Hauptrunde

### Tabelle
|    | Klub                  | Sp | S | U | N | Punkte |
| -- | --------------------- | -- | - | - | - | ------ |
| 1. | HK Vojvodina Novi Sad | 8  | 7 | 1 | 0 | 15     |
| 2. | HK Novi Sad           | 8  | 2 | 1 | 5 | 5      |
| 3. | HK Spartak Subotica   | 8  | 1 | 0 | 7 | 2      |

Sp = Spiele, S = Siege, U = Unentschieden, N = Niederlagen

## Finale
- HK Vojvodina Novi Sad – HK Novi Sad 3:4/7:2